# Markthalle (Zofingen)
Die Markthalle in Zofingen ist ein historisches Gebäude im Kanton Aargau. Sie befindet sich in der Altstadt von Zofingen und gilt als Kulturgut von regionaler Bedeutung.

## Lage
Die Markthalle liegt an der Marktgasse, zwischen dem Thut- und dem Alten Postplatz.

## Beschreibung

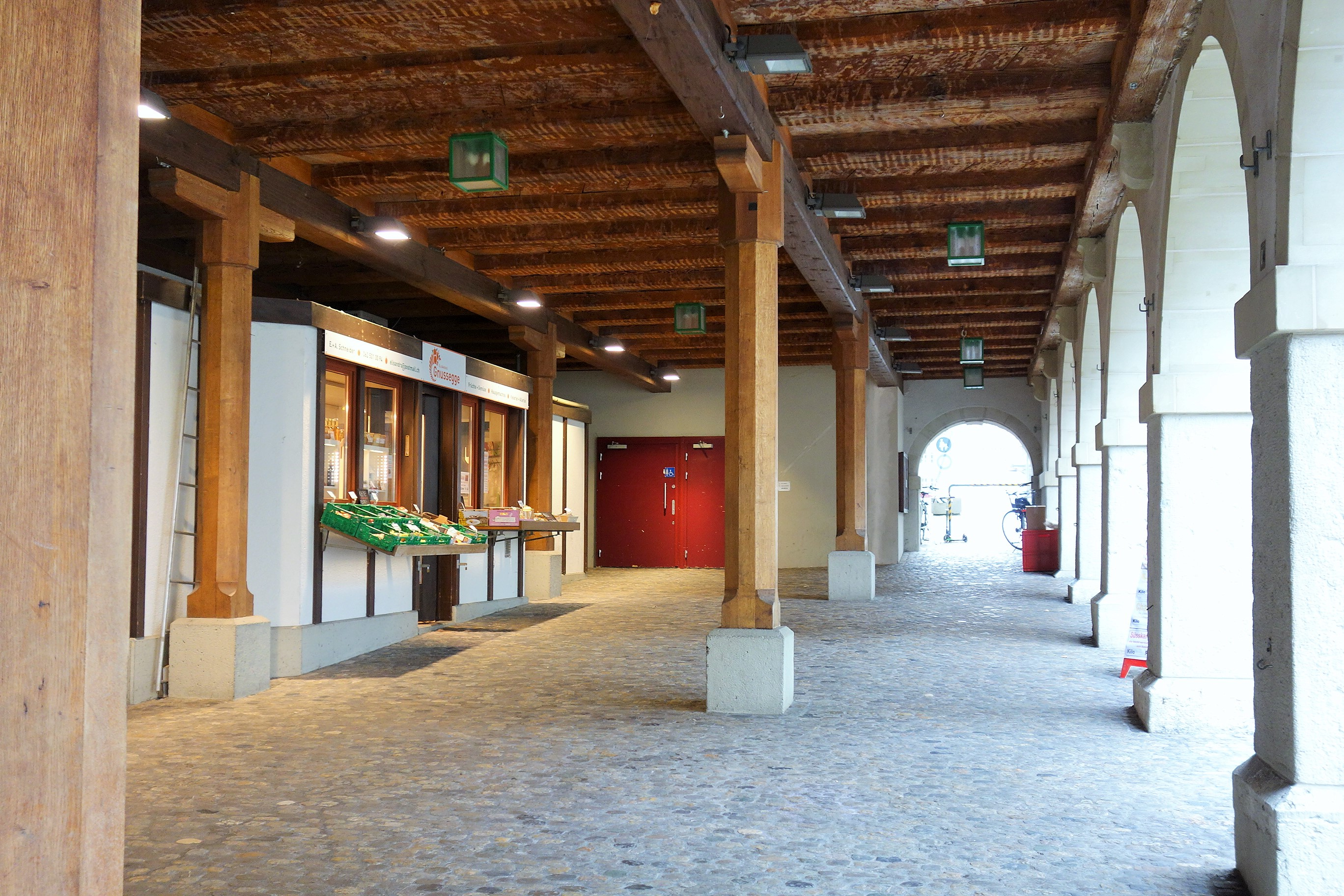
Blick in die Markthalle

Das Gebäude ist rechteckig und zweigeschossig. Es wird von einem Walmdach bedeckt. Das ganze Erdgeschoss ist als offene Halle konzipiert, die auf zwei Seiten, in Richtung Marktgasse (Süden) und Vordere Hauptgasse (Westen) mit Rundbögen geöffnet ist. An der Längswand gegen Norden führen stichbogenförmige Doppeltüren in kleine Lagerräume.
Das Obergeschoss ist im Osten über eine Freitreppe zugänglich. Es ist in einen Vorraum, einen kleinen und einen grossen Saal unterteilt. Bedeckt wird das Obergeschoss von einer Stuckdecke im Régence-Stil.
An der Fassade sind Ober- und Untergeschoss zweigeteilt. Das Untergeschoss besteht aus rundbögigen Arkaden auf Pfeilern aus Muschelkalk. Im Obergeschoss werden die Eckstrebepfeiler als Lisenen weitergeführt. Das Obergeschoss wird von einer Reihe auf einem Gesims ruhender Doppelfenster geprägt.

## Geschichte
Das Gebäude wurde 1726 erbaut. Das Erdgeschoss wurde als offene Metzgerei, eine sogenannte Schaal, genutzt. Bereits vor dem Bau der Markthalle befand sich an diesem Standort eine Schaal. Das ebenso 1726 erstellte Obergeschoss wurde als Tuchlaube genutzt. 1732 wurde auch die Stadtbibliothek im Obergeschoss untergebracht. 1782 erhielt die Bibliothek zusätzliche Fläche der Tuchlaube und 1806 wurde ihr das gesamte Obergeschoss überlassen. Nachdem die Bibliothek 1901 ins neu errichtete Museumsgebäude umgezogen war, erfuhr das Obergeschoss zahlreiche andere Nutzungen, unter anderem als Kindergarten. Heute ist es Teil des Hotels Zofingen.
1871 wurde die offene Metzgerei im Erdgeschoss in eine Markthalle umgenutzt, wobei die Arkaden im Ostteil zugemauert wurden.